# El desprecio (telenovela de 1991)
El desprecio es una telenovela venezolana escrita por Julio César Mármol de la cadena RCTV en el año 1991. 
Protagonizada por Maricarmen Regueiro y Flavio Caballero, y la participación antagónica de Flor Núñez.

## Trama
Clara Inés Santamaría es una jovencita marginada e injustamente tachada de retrasada mental por su tartamudez y poco tino para la moda, además de por los enormes anteojos que ocultan su bello rostro; vive una vida solitaria en un orfanato dirigido por monjas en la zona oeste de Venezuela. Un día, una de las monjas más ancianas del orfanato le revela a Clara Inés que en realidad pertenece a la familia más poderosa del país, por lo que decide ir a Caracas en busca de su padre, Israel Santamaría. 
Clara Inés no posee mucho dinero para costearse el viaje, y tratando de obtenerlo se tropieza con Raúl Velandró Lara-Portillo, quien por una confusión la acusa de tratar de robarle su billetera. Sin embargo, Raúl retira la denuncia al escuchar la historia de la joven y le explica que es miembro de la familia que está buscando, así que le ofrece llevarla con él a la ciudad; en el trayecto, ella se enamora perdidamente de él. 
Sin embargo, Raúl y Clara Inés no emprenden el viaje solos, sino que están continuamente vigilados por un grupo de sicarios que tienen órdenes de no dejar que ella llegue viva a la Mansión Santamaría, pero todos los atentados contra la vida de Clara Inés fracasan. La persona que está detrás de todos los atentados es Pastora Lara-Portillo de Santamaría, madre de Raúl y esposa del poderoso Israel Santamaría, una inescrupulosa y desalmada mujer con un terrible pasado lleno de secreto, que no piensa permitir que la joven se apodere de lo que ella considera que le corresponde, siendo que hace muchos años fue la que orquestó la muerte de Clara Inés de manera fallida.
A pesar de todo sus esfuerzos por no dejar que Clara Inés llegue a Caracas, Pastora se ve obligada a aceptar a la recién llegada, pero la pone a trabajar como sirvienta. Todos humillan y desprecian a Clara Inés, pero lo peor para ella es descubrir que Raúl ya está casado; su esposa, Tamara Campos, es una mujer malcriada y prejuiciosa que, al darse cuenta de los sentimientos de Clara Inés hacia su marido, se alía con Pastora para hacerle creer a todos que padece de un tumor maligno y así evitar que Raúl la deje. 
Incapaz de demostrar con pruebas fehacientes que es hija de Israel Santamaría, Clara Inés es expulsada de la mansión. Sin embargo, Cirilo Santamaría, hermano menor de Israel, la busca y la vuelve a meter en la casa explicándole a todos que es su propia hija. Cirilo sabe perfectamente que Clara Inés es la hija de su hermano mayor, pero Pastora nunca dejará que sea reconocida como tal y, sin ninguna clase de piedad y con ayuda de su cómplice y secretaria Elisenda Medina decide envenenar a Clara Inés para enloquecerla y matarla.
Poco a poco, la bondad de Clara Inés se transformará en rencor, dureza y desprecio por todos aquellos que la humillaron y la marginaron. La joven pagará con la misma moneda todas las crueldades de Pastora, hasta el punto de que su amor por Raúl quedará relegado a un segundo plano. Los crímenes de Pastora serán terribles, pero la justicia divina le hará pagar por sus graves delitos y recompensará a Clara Inés por su perseverancia y constancia, aun cuando ella también incurra en trucos sucios para lograr sus objetivos.

## Elenco
- Maricarmen Regueiro - Clara Inés Albornoz/Clara Inés Santamaría Lara-Portillo
- Flavio Caballero - Raúl Velandró Lara-Portillo
- Flor Núñez  - Pastora Lara-Portillo de Santamaría/Ilis Lara-Portillo
- Carlos Márquez- Israel Santamaría
- Dilia Waikkarán - Elisenda Medina
- Tomás Henríquez- Prof. Ambrosio Cepeda
- Rosario Prieto- Brígida Albornoz

```
* Violeta Alemán  "Graciela" (Debut como Actriz en televisión).
```

- Laura Brey - Corina Madrid de Velandró
- Ana Karina Manco - Tamara Campos de Velandró
- Jorge Luis Morales - Edilio Velandró Lara-Portillo

## Libretos de escritores
- Original de: Julio César Mármol
- Libretos de: Julio César Mármol, José Ignacio Cabrujas, Leonardo Padrón, Martín Hahn, Salvador Garmendia, Delia Fiallo, Pilar Romero, Ligia Lezama, Benilde Ávila.

## Controversias
La telenovela se emitió a comienzos de 1993 en Colombia, pero fue retirada del aire en mayo de ese año por una sentencia del Tribunal Superior de Bogotá al fallar una acción de tutela instaurada por Daisy Porto de Vargas contra varios programas de televisión que, a juicio de la demandante, sufrían de exceso de sexo y violencia en las franjas familiares.

## Versiones
- El desprecio: telenovela venezolana realizada en el 2006 por RCTV, producida por Ana Vizoso y protagonizada por Flavia Gleske, Ricardo Álamo, Eduardo Serrano y Fedra López.